# Спасские Мурзы
Спасские Мурзы — деревня в Ардатовском районе Мордовии. Входит в состав Луньгинско-Майданского сельского поселения.

## География
Расположена на правом берегу реки Алатырь.

## История
Основано в XVII веке. В «Списке населённых мест Симбирской губернии» (1863 г.) Спасская Мурза значится деревней владельческой из 57 дворов Ардатовского уезда.

## Население
| 2002 | 2010 |
| ---- | ---- |
| 191  | ↘140 |